# Reginald Innes Pocock
Reginald Innes Pocock F.R.S. (født 4. marts 1863, død 9. august 1947) var en britisk zoolog.

## Værker (udvalg)
- Catalogue of the genus Felis. London 1951 p. m.
- Mammalia. Taylor & Francis, London 1939–41.
- Arachnida. Taylor & Francis, London 1900.
- The highest Andes. Methuen, London 1899.
- Natural history. Appleton, New York 1897.
- Through unknown African countries. Arnold, London 1897.
- Chilopoda, Symphala and Diplopoda from the Malay Archipelago. 1894.
- Report upon the julidae, chordeumidae and polyzonidae. Genua 1893.
- Description of a New Species of polydesmus from Liguria. Genua 1891.
- Report on the oniscomorpha. Genua 1891.
- Report upon the chilopoda. Genua 1891.
- Contributions to our knowledge of the chilopoda of Liguria. Genua 1890.
- Three New Species of zephronia from the oriental region. Genua 1890.